# František Vilém Rosický

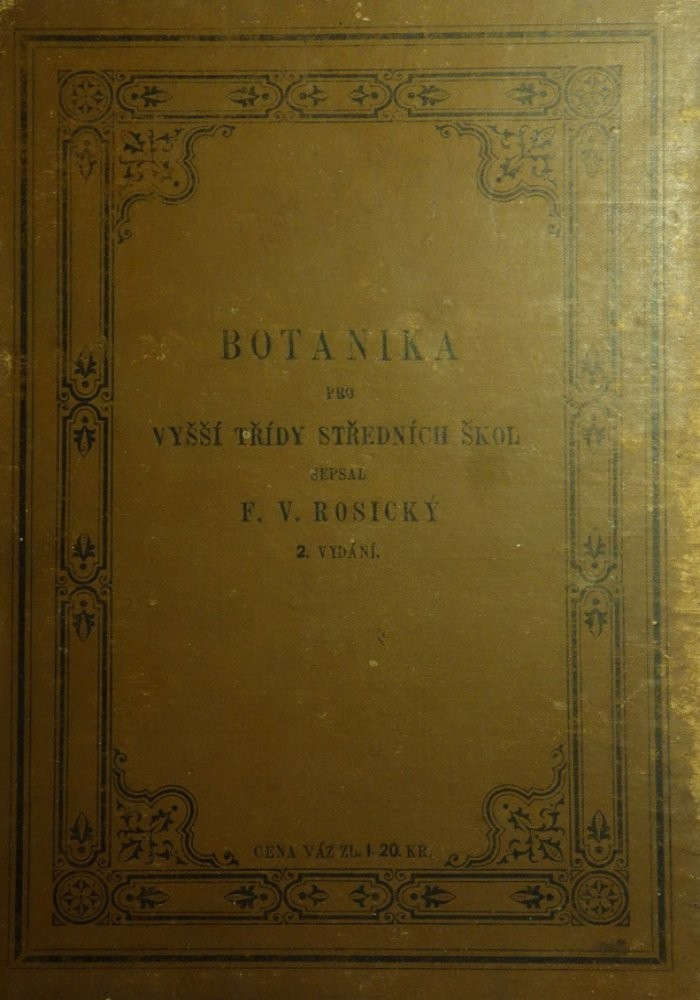
František Vilém Rosický - Botanika pro vyšší třídy středních škol z roku 1884

František Vilém Rosický, křtěný František (17. prosince 1847 Nové Dvory - 17. července 1909 Smíchov) byl český botanik, pedagog, přírodopisec, spisovatel a publicista.

## Život
František Rosický se narodil nedaleko města Přibyslavi v obci Nové Dvory v rodině celoláníka Vojtěcha Rosického a jeho ženy Marie roz. Běloušková. Vyrůstal ve velké rodině se sedmi sourozenci, staršími sestrami Marií (1844), Rozálií (1846), mladšími sestrami Anastázií (1850), Františkou (1856), Kateřinou (1858) a dvěma bratry Vojtěchem (1852) a Josefem (1860). Přibližně od roku 1870 působil v Praze jako středoškolský profesor, roku 1877 se zde oženil s Marií Webrovou a později s ní měl 4 potomky, Marii (1878), Vojtěcha (1880), Libuši (1882) a Věnceslavu (1885). Zde byl členem Přírodovědeckého klubu, v letech 1873-83 byl jeho starostou a od roku 1894, až do jeho smrti čestným členem a zastával funkci zemského školního inspektora pro Čechy. Od roku 1888 byl ředitel gymnázia v Roudnici nad Labem, na penzi se vrátil do Prahy, kde zakotvil na Vinohradech a tam i v polovině července roku 1909 zemřel.
František Vilém Rosický byl autorem publikací z oblasti botaniky, jeho zřejmě nejznámější populárně-naučnou knihou byla Květiny jarní ze zvláštním zřetelem ku květeně domácí, která vyšla u nakladatele Tempského v Praze v roce 1885.

## Dílo
- 1876 Die Myriopoden Böhmens[11]
  - Stonožky země České[12]
- 1885 Květiny jarní ze zvláštním zřetelem ku květeně domácí[13]
- 1902 Rostlinopis pro ústavy ku vzdělání učitelů a učitelek
- 1904 Botanika pro vyšší třídy středních škol[14]
- 1909 Rostlinopis pro ústavy ku vzdělání učitelů a učitelek[15]

## Vyznamenání
- Řád železné koruny III. třídy